# Scottish Motor Carriage Company
Scottish Motor Carriage Company Ltd. war ein britischer Hersteller von Automobilen.

## Unternehmensgeschichte
Das Unternehmen aus Glasgow begann 1904 mit der Produktion von Automobilen. Der Markenname lautete Renfrew. Im gleichen Jahr endete die Produktion. Nur wenige Fahrzeuge wurden verkauft.

## Fahrzeuge
Das einzige Modell war der 16/20 HP. Ein Vierzylindermotor mit 3400 cm³ Hubraum trieb das Fahrzeug an. Der Tourenwagen bot Platz für fünf Personen. Der Neupreis betrug 400 Pfund. Einige Fahrzeuge wurden bei Bergrennen und Trials des Schottischen Automobilclubs eingesetzt.